# Aloe branddraaiensis
Aloe branddraaiensis é uma espécie de liliopsida do gênero Aloe, pertencente à família Asphodelaceae.